# Georg Käber
Georg Käber (* 19. Dezember 2002) ist ein ehemaliger deutscher Unihockeyspieler, der zuletzt bei den ETV Piranhhas unter Vertrag stand.

## Karriere
Seine Karriere beginnt Georg Käber in den Jugendmannschaften des TSV Tetenbüll. Mit seinem Jugendverein wird Käber 2018 Deutscher U17 Meister. Von Tetenbüll gelangt er in den Kader der U17-Nordauswahl, mit der er 2018 die Wintertrophy gewinnt. Zu Beginn der Saison 2018/19 wechselt er zu den Gettorf Seahawks in die 2. Floorball-Bundesliga, mit denen er in die Regionalliga absteigt. Seit 2021 ist Georg Käber im Kader des Bundesligisten ETV Piranhhas. Zur U19-Weltmeisterschaft 2021 wird Käber für den Kader der deutschen U19-Nationalmannschaft nominiert. In der Sommerpause 2024 gibt Käber das Ende seiner Karriere bekannt.